# Io, Ștefan Voievod ctitor
Io, Ștefan Voievod ctitor este un film românesc din 1967 regizat de Slavomir Popovici.